# Deens voetbalelftal in 1982
Het Deens voetbalelftal speelde negen officiële interlands in het jaar 1982, waaronder twee duels in de kwalificatiereeks voor het EK voetbal 1984 in Frankrijk. De selectie stond onder leiding van de Duitse bondscoach Sepp Piontek.

## Balans
| Wedstrijden | Wedstrijden | Wedstrijden | Wedstrijden | Doelpunten | Doelpunten | Doelpunten | Punten |
| Gespeeld    | Winst       | Gelijk      | Verlies     | Voor       | Tegen      | Saldo      | Punten |
| ----------- | ----------- | ----------- | ----------- | ---------- | ---------- | ---------- | ------ |
| 9           | 3           | 2           | 4           | 11         | 13         | –2         | 0.889  |

## Interlands
|                                           |                   |       |                    |                                                                                |
| 5 mei Nordic Cup № 440 «onderlinge duels» | Denemarken        | 1 – 1 | Zweden             | Idrætsparken, Kopenhagen Toeschouwers: 15.300 Scheidsrechter: Rolf Nyhus (NOR) |
| 5 mei Nordic Cup № 440 «onderlinge duels» | Frank Arnesen 83' |       | 68' Thomas Larsson | Idrætsparken, Kopenhagen Toeschouwers: 15.300 Scheidsrechter: Rolf Nyhus (NOR) |

|                                                   |                   |       |            |                                                                               |
| 19 mei Vriendschappelijk № 441 «onderlinge duels» | Oostenrijk        | 1 – 0 | Denemarken | Prater Stadion, Wenen Toeschouwers: 13.500 Scheidsrechter: Bernd Stumpf (GDR) |
| 19 mei Vriendschappelijk № 441 «onderlinge duels» | Josef Degeorgi 4' |       |            | Prater Stadion, Wenen Toeschouwers: 13.500 Scheidsrechter: Bernd Stumpf (GDR) |

|                                                   |                          |       |        |                                                                                   |
| 27 mei Vriendschappelijk № 442 «onderlinge duels» | Denemarken               | 1 – 0 | België | Idrætsparken, Kopenhagen Toeschouwers: 12.000 Scheidsrechter: Hans Harryson (SWE) |
| 27 mei Vriendschappelijk № 442 «onderlinge duels» | Preben Elkjær Larsen 62' |       |        | Idrætsparken, Kopenhagen Toeschouwers: 12.000 Scheidsrechter: Hans Harryson (SWE) |

|                                             |                                     |       |                     |                                                                                   |
| 15 juni Nordic Cup № 443 «onderlinge duels» | Noorwegen                           | 2 – 1 | Denemarken          | Ullevaal Stadion, Oslo Toeschouwers: 8.170 Scheidsrechter: David Richardson (ENG) |
| 15 juni Nordic Cup № 443 «onderlinge duels» | Åge Hareide 19' Roger Albertsen 23' |       | 26' Michael Laudrup | Ullevaal Stadion, Oslo Toeschouwers: 8.170 Scheidsrechter: David Richardson (ENG) |

|                                                 |                                                |       |                                 |                                                                                 |
| 11 augustus Nordic Cup № 444 «onderlinge duels» | Denemarken                                     | 3 – 2 | Finland                         | Idrætsparken, Kopenhagen Toeschouwers: 5.700 Scheidsrechter: Ulf Eriksson (SWE) |
| 11 augustus Nordic Cup № 444 «onderlinge duels» | Lars Bastrup 4' Søren Lerby 66' Søren Busk 72' |       | 8' Ari Valvee 37' Hannu Turunen | Idrætsparken, Kopenhagen Toeschouwers: 5.700 Scheidsrechter: Ulf Eriksson (SWE) |

|                                                        |                |       |            |                                                                                        |
| 1 september Vriendschappelijk № 445 «onderlinge duels» | Roemenië       | 1 – 0 | Denemarken | Stadionul 23 August, Boekarest Toeschouwers: 45.000 Scheidsrechter: Cumhur Demir (TUR) |
| 1 september Vriendschappelijk № 445 «onderlinge duels» | Ilie Balaci 7' |       |            | Stadionul 23 August, Boekarest Toeschouwers: 45.000 Scheidsrechter: Cumhur Demir (TUR) |

|                                                       |                                          |       |                                      |                                                                                    |
| 22 september EK-kwalificatie № 446 «onderlinge duels» | Denemarken                               | 2 – 2 | Engeland                             | Idrætsparken, Kopenhagen Toeschouwers: 44.300 Scheidsrechter: Charles Corver (NED) |
| 22 september EK-kwalificatie № 446 «onderlinge duels» | Allan Hansen 69' (pen.) Jesper Olsen 89' |       | 8' Trevor Francis 80' Trevor Francis | Idrætsparken, Kopenhagen Toeschouwers: 44.300 Scheidsrechter: Charles Corver (NED) |

|                                                       |                     |       |                                                   |                                                                                  |
| 27 oktober Vriendschappelijk № 447 «onderlinge duels» | Denemarken          | 1 – 3 | Tsjecho-Slowakije                                 | Idrætsparken, Kopenhagen Toeschouwers: 9.880 Scheidsrechter: Egbert Mulder (NED) |
| 27 oktober Vriendschappelijk № 447 «onderlinge duels» | Michael Laudrup 20' |       | 5' Milan Čermák 15' Jan Fiala 44' Pavel Chaloupka | Idrætsparken, Kopenhagen Toeschouwers: 9.880 Scheidsrechter: Egbert Mulder (NED) |

|                                                      |                        |       |                                            |                                                                                    |
| 10 november EK-kwalificatie № 448 «onderlinge duels» | Luxemburg              | 1 – 2 | Denemarken                                 | Stade Municipal, Luxemburg Toeschouwers: 2.300 Scheidsrechter: Gérard Biguet (FRA) |
| 10 november EK-kwalificatie № 448 «onderlinge duels» | Marcel di Domenico 54' |       | 29' (pen.) Søren Lerby 67' Klaus Berggreen | Stade Municipal, Luxemburg Toeschouwers: 2.300 Scheidsrechter: Gérard Biguet (FRA) |

## Statistieken
| Ole Qvist            | 1950-02-25 | KB Kopenhagen     | 6 | 0 | 0 |    |    |
| Ole Kjær             | 1954-08-16 | Esbjerg fB        | 2 | 2 | 0 |    |    |
| Troels Rasmussen     | 1961-04-07 | Aarhus GF         | 1 | 0 | 0 |    |    |
| Verdediging          |            |                   |   |   |   |    |    |
| Per Røntved          | 1949-01-27 | Wichita Wings     | 9 | 0 | 0 |    |    |
| Søren Busk           | 1953-04-10 | AA Gent           | 7 | 0 | 1 |    |    |
| Ole Madsen           | 1958-11-14 | Esbjerg fB        | 5 | 1 | 0 |    |    |
| John Sivebæk         | 1961-10-25 | Vejle BK          | 4 | 2 | 0 |    |    |
| Ivan Nielsen         | 1956-10-09 | Feyenoord         | 4 | 0 | 0 |    |    |
| Ole Rasmussen        | 1952-03-19 | Hertha BSC        | 3 | 0 | 0 |    |    |
| Morten Olsen         | 1949-08-14 | RSC Anderlecht    | 2 | 0 | 0 |    |    |
| Steen Hansen         | 1960-05-31 | Hvidovre IF       | 1 | 0 | 0 |    |    |
| Middenveld           |            |                   |   |   |   |    |    |
| Jesper Olsen         | 1961-03-20 | Ajax Amsterdam    | 8 | 0 | 1 |    |    |
| Jens Jørn Bertelsen  | 1952-02-15 | RFC Seraing       | 7 | 0 | 0 |    |    |
| Søren Lerby          | 1958-02-01 | Ajax Amsterdam    | 6 | 0 | 2 |    |    |
| Allan Hansen         | 1956-04-21 | Hamburger SV      | 3 | 2 | 1 |    |    |
| Frank Arnesen        | 1956-09-30 | Valencia CF       | 3 | 0 | 1 |    |    |
| John Lauridsen       | 1959-04-02 | Espanyol          | 3 | 0 | 0 |    |    |
| Michael Laudrup      | 1964-06-15 | Brøndby IF        | 2 | 1 | 2 |    |    |
| Jan Mølby            | 1963-07-04 | Ajax Amsterdam    | 2 | 1 | 0 |    |    |
| Kim Ziegler          | 1958-12-29 | RFC Seraing       | 2 | 1 | 0 |    |    |
| Klaus Berggreen      | 1958-02-03 | Pisa              | 1 | 1 | 1 |    |    |
| Michael Birkedal     | 1959-11-18 | FC Twente         | 1 | 0 | 0 | 1  | 0  |
| Henrik Eigenbrod     | 1956-05-19 | AZ Alkmaar        | 1 | 0 | 0 |    |    |
| Morten Donnerup      | 1960-08-26 | Aarhus GF         | 0 | 3 | 0 |    |    |
| John Helt            | 1959-12-29 | Lyngby BK         | 0 | 1 | 0 | 1  | 0  |
| Henrik Jensen        | 1959-10-25 | Hvidovre IF       | 0 | 1 | 0 |    |    |
| Aanval               |            |                   |   |   |   |    |    |
| Lars Bastrup         | 1955-07-31 | Hamburger SV      | 5 | 0 | 1 | 29 | 10 |
| Preben Elkjær Larsen | 1957-09-11 | KSC Lokeren       | 5 | 0 | 1 |    |    |
| Søren Skov           | 1954-02-21 | US Avellino       | 2 | 1 | 0 |    |    |
| Flemming Christensen | 1958-04-10 | AS Saint-Étienne  | 1 | 3 | 0 |    |    |
| Lars Lundkvist       | 1957-06-14 | Aarhus GF         | 1 | 2 | 0 |    |    |
| Allan Simonsen       | 1952-12-15 | Charlton Athletic | 1 | 0 | 0 |    |    |
| John Eriksen         | 1957-11-20 | Roda JC Kerkrade  | 1 | 0 | 0 | 3  | 0  |